# Landtagswahl in Bayern 1998
- SPD: 67
- Grüne: 14
- CSU: 123

Die Wahl zum 14. Bayerischen Landtag fand am 13. September 1998 statt, die Wahlbeteiligung lag bei 69,8 %. Zeitgleich fanden die Wahlen zu den bayerischen Bezirkstagen statt.

## Ausgangslage
Dies war die zweite Wahl unter dem seit Mai 1993 amtierenden Ministerpräsidenten Edmund Stoiber. Für die SPD trat ebenfalls zum zweiten Mal Renate Schmidt an. 

## Ergebnis
Bei der Landtagswahl 1974 hatte die CSU 62,1 % der Stimmen erhalten;  Spitzenkandidat war damals der langjährige Ministerpräsident Alfons Goppel. Seit diesem historisch besten Wahlergebnis hatte die CSU bei den Landtagswahlen stets leicht verloren und konnte diesen Trend schließlich bei der Landtagswahl 1998 stoppen. Die CSU konnte ihre absolute Mehrheit behaupten und kam auf 52,91 % (+0,1 Prozentpunkte), erhielt bei der zwei Wochen später stattfindenden Bundestagswahl aber nur 47,7 %. Dies führte dazu, dass Edmund Stoiber zum neuen CSU-Vorsitzenden gewählt wurde.
Die Hoffnungen der SPD auf einen Machtwechsel erfüllten sich nicht. Stattdessen verlor sie 1,3 Prozentpunkte nach 30,0 Prozent bei der Wahl 1994. Die Grünen erreichten ihr Wahlziel und zogen das vierte Mal in den Landtag ein, verloren aber 0,4 Prozentpunkte.
| Partei        | Erst- stimmen | Zweit- stimmen | Summe     | Summe in Prozent | Sitze |
| ------------- | ------------- | -------------- | --------- | ---------------- | ----- |
| CSU           | 3.168.996     | 3.278.768      | 6.447.764 | 52,91 %          | 123   |
| SPD           | 1.800.732     | 1.701.168      | 3.501.900 | 28,73 %          | 67    |
| GRÜNE         | 335.679       | 356.777        | 692.456   | 5,68 %           | 14    |
| FW            | 251.742       | 194.373        | 446.115   | 3,66 %           | –     |
| REP           | 226.385       | 211.759        | 438.144   | 3,60 %           | –     |
| ödp           | 117.154       | 100.686        | 217.840   | 1,79 %           | –     |
| FDP           | 103.727       | 98.061         | 201.788   | 1,66 %           | –     |
| BP            | 47.936        | 40.644         | 88.580    | 0,73 %           | –     |
| BfB           | 25.795        | 24.541         | 50.336    | 0,41 %           | –     |
| FBU           | 13.535        | 10.427         | 23.962    | 0,20 %           | –     |
| NPD           | 11.543        | 12.174         | 23.717    | 0,19 %           | –     |
| PBC           | 5.783         | 11.526         | 17.309    | 0,14 %           | –     |
| ASP           | 5.028         | 6.409          | 11.437    | 0,09 %           | –     |
| 6. Partei     | 5.292         | 5.061          | 10.353    | 0,08 %           | –     |
| Naturgesetz   | 2.091         | 6.301          | 8.392     | 0,07 %           | –     |
| Statt Partei  | 1.484         | 1.003          | 2.487     | 0,02 %           | –     |
| Freie Franken | 333           | 1.633          | 1.966     | 0,02 %           | –     |
| DKP           | 722           | 903            | 1.625     | 0,01 %           | –     |
| HP            | 74            | 664            | 738       | 0,01 %           | –     |

## Folgen
Edmund Stoiber wurde nach dieser Wahl in seinem Amt als Ministerpräsident bestätigt und führte sein drittes Kabinett.
Oppositionsführerin Renate Schmidt (SPD) verzichtete nach ihrer zweiten Niederlage auf eine potentielle dritte Spitzenkandidatur im Jahr 2003.